# Melanopsis etrusca
Melanopsis etrusca es una especie de molusco gasterópodo de la familia Thiaridae en el orden de los Mesogastropoda.

## Distribución geográfica
Se encuentra en Italia.

## Hábitat
Su hábitat natural son: ríos.

## Estado de conservación
Se encuentra amenazada de extinción por la pérdida de su hábitat natural.